# Taszanta
Taszanta (ros. Ташанта) – wieś w Rosji, w Republice Ałtaju, w rejonie kosz-agackim. W 2021 liczyła 474 mieszkańców, głównie Kazachów.